# Ralph R. Schneider

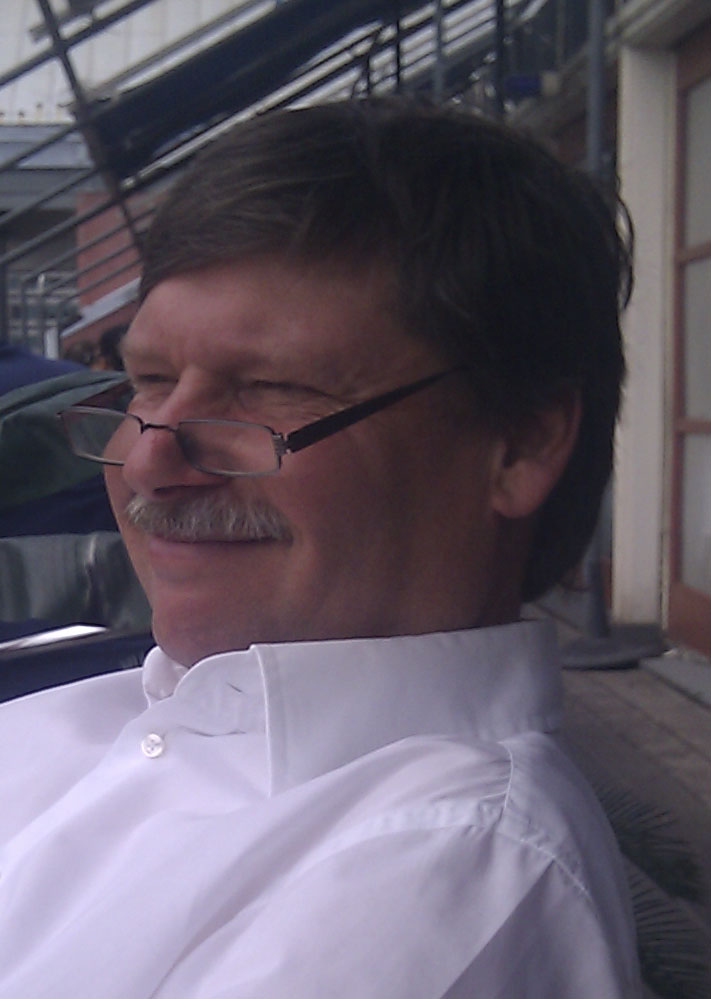
Ralph R. Schneider

Ralph R. Schneider (* 4. März 1958 in Hamburg) ist ein deutscher Paläozeanograph und Klimaforscher.

## Wissenschaftliche Laufbahn
Ralph R. Schneider studierte Geologie und Paläontologie an der TU Braunschweig, Christian-Albrechts-Universität zu Kiel und der Universität Bremen. 1988 schloss er das Studium mit dem Diplom ab. 1990 erhielt er ein DAAD-Stipendium für das Lamont-Doherty Earth Observatory an der Columbia University in den Vereinigten Staaten von Amerika. 1991 schrieb er seine PhD Thesis an der Universität Bremen und schloss diese mit summa cum laude ab. Er habilitierte 2000 in Geologie und Paläontologie am Geowissenschaftlichen Institut der Universität Bremen. 2002 wurde er als Gastdozent von der Universität Bordeaux in Frankreich eingeladen und wurde daraufhin von 2003 bis 2004 Professor für Paläozeanographie und Paläoklimatologie an der Universität Bordeaux. Seit 2005 ist er Professor für Marine Paläoklimaforschung an der CAU Kiel sowie Direktor des Institutes für Geowissenschaften der CAU Kiel. Seit 2009 hat er zudem die Position des Direktors des Leibnitz Labors für Altersbestimmung und Isotopenforschung der CAU Kiel inne.

## Positionen
Von 1995 bis 1998 war Ralph R. Schneider wissenschaftlicher Sekretär des Sonderforschungsbereiches 261; zwischen 1999 und 2003 deutscher Repräsentant des IMAGES Wissenschaftskomitees, Bereichsleiter der Forschungsgruppe „Marine Paleoenvironments“, Komiteemitglied am DFG-Forschungscenter „Ocean Margins“ der Universität Bremen sowie Sprecher des deutschen Klimaforschungsprogramms (DEKLIM, BMBF). Des Weiteren ist er stellvertretender Sprecher des Exzellenzclusters „Ozean der Zukunft“ in Kiel. Seit 2011 arbeitet er als Direktor des „KAIMS: Research Focus Marine Sciences“ an der CAU Kiel.

## Forschungsinteressen
Ralph Schneider interessiert sich für aktuelle sowie Paläozeanographie, für organisch-geochemische Proxymethoden zur Erforschung der Klimageschichte von Ozeanen und Kontinenten sowie die Bioproduktivität im Ozean.

## Forschungsprojekte
- 2003–2006 ‘Models and Observations to Test Climate Feedbacks (MOTIF)’ (EU 5ft Framework Program)
- 2003–2006 ‘Sedimentary Processes on the Portuguese Margin (SEDPORT): The Role of Continental Climate, Ocean Circulation, Sea Level and Neotectonics’ (European Science Foundation, Eurocores Euromargins Program)
- 2008–2011 SFB 754: ‘Climate-Biogeochemical Interactions in the Tropical Ocean’, CAU Kiel
- 2008–2011 SPP 1266: ‘Interdynamik’ (DFG)
- 2009–2012 ‘GATEWAYS’, Marie-Curie Training Network (EU)
- 2009–2012 SPP 1400: ‘Monumentality and Social Differentiation’ (DFG)[2]

## Ausgewählte Publikationen
- Leduc, G., Schneider, R.R., Kim, J.H., Lohmann, G. (2010) Holocene and Eemian sea surface temperature trends as revealed by alkenone and Mg/Ca paleothermometry. Quaternary Sci. Rev. 29, 989 – 1004
- Weldeab, S., Schneider, R.R., Wefer, G., Kölling, K. (2005) East-equatorial Atlantic cooling triggered African droughts. Geology 33 (12), 981 – 984, doi:10.1130/G21874
- Schneider, R.R. (2001) Alkenone temperature and carbon isotope records: Temporal resolution, off-sets, and regionality. Geochem. Geophys. Geosys. 2, doi:10.1029/2000GC000060